# Бойд, Роберт, 1-й лорд Бойд
Роберт Бойд (англ. Robert Boyd, не позже 1432 — между 1480 и октябрём 1482) — шотландский дворянин из клана Бойд, 1-й лорд Бойд с 1454 года, .

## Браки и дети
Около 1442 года женился на Мэриот Максвелл, дочери сэра Роберта Максвелла.
Дети:
- Александр Бойд, 3-й лорд Килмарнока (ум. 1508)
- Аннабелла Бойд (?)
- Томас Бойд, 1-й граф Арран (не позже 1452 — около 1473)
- Арчибальд Бойд (1454 — не позже 1507)
- Элизабет Бойд (не позже 1458 — около 1497)